# Персико, Аарон
Аарон Рональд Персико (англ. Aaron Ronald Persico, род. 29 марта 1978, Лоуэр-Хатт) — итальянский регбист, выступавший на позиции фланкера.

## Биография
Родился в местечке Лоуэр-Хатт (регион Веллингтон) в семье итальянцев, выходцев из Масса-Лубренсе. Начал играть за веллингтонский клуб «Питоун», в 1998 году переехал в Италию, где стал игроком «Виаданы».
Благодаря родителям-итальянцам Персико получил право играть за сборную Италии под руководством Брэда Джонстоуна и 5 февраля 2000 года дебютировал в Кубке шести наций матчем против Шотландии. Сыграл 29 матчей на Кубках шести наций вплоть до 2006 года. В 2003 году после своего переезда в «Лидс Тайкс» попал в заявку сборной Италии на чемпионат мира 2003 года, где сыграл три матча.
Позже Персико в течение двух сезонов выступал за французский «Ажен», а в Италию вернулся в 2006 году, войдя в состав «Кальвизано» и выиграв с ним чемпионат Италии в 2008 году. Во второй половине 2009 года, после вылета «Кальвизано» из Эччелленцы в Серию A, перешёл в «Виадану», вышедшую в Эччелленцу. Через год отказался переходить в «Айрони» и стал игроком «Ровиго».
В июле 2013 года, добившись ухода из «Ровиго», планировал продолжить выступление в Серии A2 за команду «Капотерра», однако по семейным обстоятельствам вынужден был завершить карьеру.
С 2018 года является тренером клуба из ОАЭ «Дубай Тайгерс».

## Достижения
- Чемпион Италии: 2001/2002[итал.], 2007/2008[итал.]
- Обладатель Кубка Италии[итал.]: 1999/2000, 2002/2003[итал.]